# Картрайт, Эдмунд
Э́дмунд Ка́ртрайт (англ. Edmund Cartwright; 24 апреля 1743 — 30 октября 1823) — английский изобретатель.
Получив образование в Оксфорде, Картрайт был избран в члены коллегии Магдалины и стал пастором. Заинтересовавшись при посещении фабрики Аркрайта прядильным и ткацким делом, Картрайт изобрёл чесальную машину, паровую обработку волокнистых веществ и паровую машину, в которой вместо паров воды действовали пары алкоголя.
4 апреля 1785 года Картрайт получил патент на механический ткацкий станок с ножным приводом, который в 40 раз увеличил производительность труда. По ходатайству 50 фабрикантов за свои изобретения Картрайт получил от парламента вознаграждение в 10 000 фунтов стерлингов. Картрайт известен также как поэт и агроном
.